# 塞巴斯蒂安·比埃拉
塞巴斯蒂安·比埃拉（Sebastián Viera，1983年3月7日—）是一名烏拉圭職業足球運動員，現在效力於哥倫比亞球隊巴兰基亚青年。比埃拉是一位守門員，他的父親亦是門將。在2005年在比埃拉曾有機會加入阿仙奴，但因為未能通過體檢而無法成行。比埃拉也擁有意大利護照。